# たのきん3球コンサート
たのきん3球コンサート（たのきんさんきゅうコンサート）とは、田原俊彦・近藤真彦・野村義男の3名による「たのきんトリオ」が、1980年代初頭に行ったコンサートである。

## 概要
当時爆発的な人気を誇っていた「たのきんトリオ」によるスタジアム公演によるコンサートツアーであり、ジャニーズ事務所としても初のスタジアム公演となった。タイトルの「3球」は、たのきんトリオが3人のグループであることの「3」、3ヶ所の球場で行われるための「3つの球場」、また応援をしてくれているファンへの感謝を意味を込めた「ありがとう」=「Thank you」の意味が込められている。
当時、スタジアムでコンサートが行われること自体が珍しいことであったが、3大都市でツアー形式で行われることは極めて稀であった。

## 第1回目
- 1981年
  - 8月6日 - 後楽園球場
    - この公演の模様は、日本テレビ系にて放送された。

  - 8月9日 - 大阪球場
  - 8月12日 - ナゴヤ球場

## 第2回目
- 1983年
  - 8月7日 - 後楽園球場（公演中止）
  - 8月14日 - ナゴヤ球場
  - 8月28日 - 大阪球場
    - 「たのきんトリオ」としては最後のコンサートとなり、この大阪球場公演をもってトリオは解散となった。なお、8月7日に予定されていた後楽園球場公演は、チケットの申込者に当選結果を発送した後、警察サイドからの「安全面の観点から、2階席の最前列に観客を入れないでほしい」との申し出に対し、「当選発表をした現在では、観客の数を削減できない」とジャニーズ事務所が判断したため、やむを得ず中止することになった。この公演中止に際し、3人が揃って記者会見を行い、発表を行なった。
    - 後にファンクラブ限定でライブビデオが販売された。

## 主な曲目

### 1981年・後楽園球場
- THE青春SAILING
- 銀座カンカン娘
- Good Luck Road
- 恋のローラースケート
- 他多数…

### 1983年・ナゴヤ球場&大阪球場
- シャワーな気分 （田原俊彦、1983.5.18）
- さらば…夏 （田原俊彦、1983.8.12）
- 真夏の一秒 （近藤真彦、1983.4.27）
- ためいきロ・カ・ビ・リー （近藤真彦、1983.7.15）
- 待たせてSorry （野村義男、1983.6月のアルバム曲）
- 気まぐれOne Way Boy （THE GOOD-BYE、1983.9.1のデビュー曲）
- 他多数…
この他、少年隊やイーグルスも参加。当時のジャニーズJr.約30名も応援出演しているが、当時はまだ関西Jr.が存在しなかったため、東京のJr.たちが原宿の合宿所からバス移動で、大阪や名古屋まで駆け付けた。